# NGC 7236
NGC 7236 (другие обозначения — PGC 68384, UGC 11958, ARP 169, MCG 2-56-23, 3C 442, ZWG 428.58, 2ZW 172, KCPG 564A) — галактика в созвездии Пегас.
Этот объект входит в число перечисленных в оригинальной редакции «Нового общего каталога».